# Dissoi logoi
Dissòi lógoi (in greco Δισσοὶ λόγοι, "ragionamenti duplici", o anche Διαλέξεις, Dialéxeis) è il titolo con cui viene indicata un'opera anonima scritta in dialetto dorico e riconducibile alla Sofistica dell'inizio del IV secolo a.C.

## Contenuto
I Dissòi lógoi sono una serie di discorsi di carattere antilogico: l'autore prende in esame alcuni argomenti, proponendo per ognuno dei quali due discorsi tra di loro contrastanti. Gli argomenti nello specifico sono: 
1. Sul bene e sul male
2. Sul bello e sul turpe
3. Sul giusto e l'ingiusto
4. Sul vero e sul falso
5. Sulla sapienza e sulla virtù, se insegnabili

I primi tre discorsi sono introdotti dalla frase «Discorsi duplici sono sostenuti…» («Δισσοὶ λόγοι λέγονται»). Gli argomenti e il tono dell'opera (come l'uso di «trucchi sofistici») la rendono una tipica espressione della cosiddetta "seconda generazione sofistica", ragion per cui viene ragionevolmente datata attorno al 400 a.C.

## Paternità dell'opera
Nei Dissoi logoi sono sintetizzate influenze provenienti da diverse correnti filosofiche: Rostagni e Untersteiner, negli anni quaranta e cinquanta, parlavano di una doppia influenza, gorgiana e pitagorica, mentre al giorno d'oggi si tende ad attribuire la composizione dell'opera alla scuola protagorea.
Protagora di Abdera, padre della Sofistica, fu anche il primo a sostenere che rispetto a ogni argomento è possibile contrapporre due discorsi contrastanti, uno che lo sostenga e uno che lo neghi (è la cosiddetta antilogica, in linea con la dottrina dell'homo mensura). Nel caso dei Dissoi logoi, si ritiene che possa trattarsi di esercizi di eloquenza composti in una scuola di retorica ispirata agli insegnamenti di Protagora. 